# Lepidostoma zimmermanni
Lepidostoma zimmermanni är en nattsländeart som beskrevs av Malicky och Chantaramongkol 1994. Lepidostoma zimmermanni ingår i släktet Lepidostoma och familjen kantrörsnattsländor. Inga underarter finns listade i Catalogue of Life.